# Hospital de Summerlin
El Hospital de Summerlin (en inglés: Summerlin Hospital) es un hospital sin fines de lucro que está gestionado por una filial de Universal Health Services. Es el único hospital en Summerlin, Condado de Clark, Nevada, Estados Unidos. El hospital, que ofrece 454 camas, esta el centro de la ciudad en coche, y está situado en el pueblo de Summerlin de The Crossings.
El campus incluye un edificio de 19.000 m², de una oficina médica y un edificio de consultorios de 80.000 pies cuadrados (7.400 m²). 
Cuando fue construido en 1997, los pisos se construyeron y dejaron vacantes para acelerar la construcción de las futuras ampliaciones y reducir el impacto de las nuevas construcciones en las operaciones existentes.